# Lista över medverkande i Diggiloo
Detta är en lista över de som har medverkat i SVT:s underhållningsprogram Diggiloo.

## Säsong 1 (1998)
| Säsong 1 (1998) | Säsong 1 (1998) | Säsong 1 (1998)   | Säsong 1 (1998)                                | Säsong 1 (1998)                                | Säsong 1 (1998) |
| --- | --------------- | ----------------- | ---------------------------------------------- | ---------------------------------------------- | --------------- |
| Alla fem lag möter varandra innan semifinalen och finalen Lag 1: Ingela 'Pling' Forsman och Lasse Kronér Lag 2: Lotta Engberg och Ulf Elfving Lag 3: Bert Karlsson och Py Bäckman Lag 4: Lasse Holm och Åsa Jinder Lag 5: Ann-Louise Hanson och Richard Herrey |                 |                   |                                                |                                                |                 |
| Nr | Nr              | Datum             | Lag                                            | Lag                                            | Tittare         |
| 1 | 1               | 10 september 1998 | Lag 1: Ingela 'Pling' Forsman och Lasse Kronér | Lag 2: Lotta Engberg och Ulf Elfving           |                 |
| 2 | 2               | 17 september 1998 | Lag 3: Bert Karlsson och Py Bäckman            | Lag 4: Lasse Holm och Åsa Jinder               |                 |
| 3 | 3               | 24 september 1998 | Lag 1: Ingela 'Pling' Forsman och Lasse Kronér | Lag 5: Ann-Louise Hanson och Richard Herrey    |                 |
| 4 | 4               | 1 oktober 1998    | Lag 4: Lasse Holm och Åsa Jinder               | Lag 2: Lotta Engberg och Ulf Elfving           |                 |
| 5 | 5               | 8 oktober 1998    | Lag 3: Bert Karlsson och Py Bäckman            | Lag 5: Ann-Louise Hanson och Richard Herrey    |                 |
| 6 | 6               | 15 oktober 1998   | Lag 1: Ingela 'Pling' Forsman och Lasse Kronér | Lag 4: Lasse Holm och Åsa Jinder               |                 |
| 7 | 7               | 22 oktober 1998   | Lag 3: Bert Karlsson och Py Bäckman            | Lag 5: Ann-Louise Hanson och Richard Herrey    |                 |
| 8 | 8               | 29 oktober 1998   | Lag 5: Ann-Louise Hanson och Richard Herrey    | Lag 4: Lasse Holm och Åsa Jinder               |                 |
| 9 | 9               | 5 november 1998   | Lag 3: Bert Karlsson och Py Bäckman            | Lag 1: Ingela 'Pling' Forsman och Lasse Kronér |                 |
| 10 | 10              | 19 november 1998  | Lag 2: Lotta Engberg och Ulf Elfving           | Lag 4: Lasse Holm och Åsa Jinder               |                 |
| 11 | 11              | 26 november 1998  | Lag 4: Lasse Holm och Åsa Jinder               | Ingela 'Pling' Forsman och Lasse Kronér        |                 |
| 12 | 12              | 3 december 1998   | Lag 5: Ann-Louise Hanson och Richard Herrey    | Lag 4: Lasse Holm och Åsa Jinder               |                 |
| 13 | 13              | 15 december 1998  | Lag 1: Ingela 'Pling' Forsman och Lasse Kronér | Lag 5: Ann-Louise Hanson och Richard Herrey    |                 |
| 13 | 13              | 17 december 1998  | Lag 1: Ingela 'Pling' Forsman och Lasse Kronér | Lag 4: Lasse Holm och Åsa Jinder               |                 |

## Säsong 2 (1999)
| Säsong 2 (1999) | Säsong 2 (1999) | Säsong 2 (1999)   | Säsong 2 (1999)                           | Säsong 2 (1999)                              | Säsong 2 (1999) |
| --- | --------------- | ----------------- | ----------------------------------------- | -------------------------------------------- | --------------- |
| Olika yrkesgrupper med anknytning till Melodifestivalen tävlar mot varandra. Finalen vinns av Lena Philipsson och Nanne Grönvall |                 |                   |                                           |                                              |                 |
| Nr | Nr              | Datum             | Lag                                       | Lag                                          | Tittare         |
| 14 | 1               | 9 september 1999  | Lena Philipsson och Nanne Grönvall        | Kent Finell och Claes-Johan Larsson          |                 |
| 15 | 2               | 16 september 1999 | Pontus Gårdinger och Carin Hjulström-Livh | Owe Sandström och Hans Marklund              |                 |
| 16 | 3               | 23 september 1999 | Anders Berglund och Curt-Eric Holmquist   | Claes-Allan Lundin och Annika Sundbaum-Melin |                 |
| 17 | 4               | 30 september 1999 | Monica Forsberg och Gert Lengstrand       | Tina Leijonberg och Nick Borgen              |                 |
| 18 | 5               | 7 oktober 1999    | Peter Lundblad och Liza Öhman             | Gunilla Nilars och Janne Jingryd             |                 |
| 19 | 6               | 14 oktober 1999   | Gert Lengstrand och Monica Forsberg       | Lena Philipsson och Nanne Grönvall           | Final           |

## Säsong 3 (2000)
| Säsong 3 (2000)                                 | Säsong 3 (2000) | Säsong 3 (2000)   | Säsong 3 (2000)                         | Säsong 3 (2000)                        | Säsong 3 (2000) |
| ----------------------------------------------- | --------------- | ----------------- | --------------------------------------- | -------------------------------------- | --------------- |
| Finalen vinns av Göran Rudbo och Ken Wennerholm |                 |                   |                                         |                                        |                 |
| Nr                                              | Nr              | Datum             | Lag                                     | Lag                                    | Tittare         |
| 20                                              | 1               | 5 september 2000  | Björn Skifs och Bengt Palmers           | Kim Kärnfalk och Jan Johansen          |                 |
| 21                                              | 2               | 12 september 2000 | Pernilla Wahlgren och Lizette Pålsson   | Gabriel Forss och Björn Hedström       |                 |
| 22                                              | 3               | 19 september 2000 | Christina Lindberg och Torgny Söderberg | Östen Warnerbring och Carolina Norén   |                 |
| 23                                              | 4               | 26 september 2000 | Elisabeth Andreassen och Hanne Krogh    | Sten Nilsson och Fredrik Swan          |                 |
| 24                                              | 5               | 3 oktober 2000    | Kristin Kaspersen och Meta Bergqvist    | Magnus Carlsson och Kersti Adams-Ray   |                 |
| 25                                              | 6               | 10 oktober 2000   | Tommy Carlsson och Casper Janebrink     | Claes af Geijerstam och Svenne Hedlund |                 |
| 26                                              | 7               | 17 oktober 2000   | Ken Wennerholm och Göran Rudbo          | Siw Malmkvist och Lill-Babs            |                 |
| 27                                              | 8               | 24 oktober 2000   | Ken Wennerholm och Göran Rudbo          | Claes af Geijerstam och Svenne Hedlund | Final           |

## Säsong 4 (2001)
| Säsong 4 (2001)                                       | Säsong 4 (2001) | Säsong 4 (2001)   | Säsong 4 (2001)                                 | Säsong 4 (2001)                        | Säsong 4 (2001) |
| ----------------------------------------------------- | --------------- | ----------------- | ----------------------------------------------- | -------------------------------------- | --------------- |
| Finalen vinns av Cecilia Vennersten och Maria Rådsten |                 |                   |                                                 |                                        |                 |
| Nr                                                    | Nr              | Datum             | Lag                                             | Lag                                    | Tittare         |
| 28                                                    | 1               | 5 september 2001  | Hasse "Kvinnaböske" Andersson och Roger Pontare | Titti Sjöblom och Peter Lundblad       |                 |
| 29                                                    | 2               | 19 september 2001 | Ingela "Pling" Forsman och Thore Skogman        | Kristian Hermanson och Stefan Brunzell |                 |
| 30                                                    | 3               | 26 september 2001 | Bert Karlsson och Gert Lengstrand               | Stefan Ljungqvist och Jeja Sundström   |                 |
| 31                                                    | 4               | 3 oktober 2001    | Katti Hoflin och Tina Leijonberg                | Janne Schaffer och Jesper Aspegren     |                 |
| 32                                                    | 5               | 10 oktober 2001   | Lasse Lönndahl och Towa Carson                  | Andreas Lundstedt och Hanna Hedlund    |                 |
| 33                                                    | 6               | 17 oktober 2001   | Kikki Danielsson och Paula Pennsäter            | Eddie Oliva och Janne Carlsson         |                 |
| 34                                                    | 7               | 24 oktober 2001   | Lars-Åke Wilhelmsson och Annika Ljungberg       | Towe Jaarnek och Frank Ådahl           |                 |
| 35                                                    | 8               | 31 oktober 2001   | Christer Lindarw och Sofia Källgren             | Cecilia Vennersten och Maria Rådsten   |                 |
| 36                                                    | 9               | 7 november 2001   | Lasse Anrell och Ann-Louise Hanson              | Per Fritzell och Knut Agnred           |                 |
| 37                                                    | 10              | 14 november 2001  | Cecilia Vennersten och Maria Rådsten            | Titti Sjöblom och Peter Lundblad       | Final           |

## Säsong 5 (2002)
| Säsong 5 (2002) | Säsong 5 (2002) | Säsong 5 (2002)   | Säsong 5 (2002)                        | Säsong 5 (2002)                        | Säsong 5 (2002) |
| Nr              | Nr              | Datum             | Lag                                    | Lag                                    | Tittare         |
| --------------- | --------------- | ----------------- | -------------------------------------- | -------------------------------------- | --------------- |
| 38              | 1               | 20 september 2002 | Lasse Brandeby och Siw Malmkvist       | Lotta Engberg och Elisabeth Andreassen |                 |
| 39              | 2               | 27 september 2002 | Wenche Myhre och Anders Eljas          | Nina Inhammar och Kim Kärnfalk         |                 |
| 40              | 3               | 4 oktober 2002    | Jan Johansen och Py Bäckman            | Claes af Geijerstam och Sharon Dyall   |                 |
| 41              | 4               | 11 oktober 2002   | Magnus Carlsson och Josefine Sundström | Richard Herrey och Monica Dominique    |                 |
| 42              | 5               | 18 oktober 2002   | Anders Berglund och Robert Wells       | Lasse Kronér och Lill-Babs             |                 |
| 43              | 6               | 25 oktober 2002   | Östen Eriksson och Annika Ljungberg    | Nanne Grönvall och Peter Grönvall      |                 |

## Säsong 6 (2003)
| Säsong 6 (2003) | Säsong 6 (2003) | Säsong 6 (2003)   | Säsong 6 (2003)                                    | Säsong 6 (2003)                     | Säsong 6 (2003)   |
| Nr              | Nr              | Datum             | Lag                                                | Lag                                 | Tittare           |
| --------------- | --------------- | ----------------- | -------------------------------------------------- | ----------------------------------- | ----------------- |
| 44              | 1               | 19 september 2003 | Gladys del Pilar och Hasse "Kvinnaböske" Andersson | Sanna Nielsen och Glenn Borgkvist   | 1 655 000 tittare |
| 45              | 2               | 26 september 2003 | Petra Nielsen och Peter Harryson                   | Jill Johnson och Martin Stenmarck   |                   |
| 46              | 3               | 3 oktober 2003    | Niclas Wahlgren och Pernilla Wahlgren              | Eddie Oliva och Andrés Esteche      | 1 710 000 tittare |
| 47              | 4               | 10 oktober 2003   | Magnus Bäcklund och Jessica Andersson              | Ingela Forsman och Sten Nilsson     |                   |
| 48              | 5               | 17 oktober 2003   | Annika Jankell och Kayo Shekoni                    | Arja Saijonmaa och Mathias Holmgren |                   |
| 49              | 6               | 24 oktober 2003   | Blossom Tainton och Shirley Clamp                  | Jan Rippe och Anders Eriksson       | 1 965 000 tittare |
| 50              | 7               | 31 oktober 2003   | Anna Sahlin och Björn Skifs                        | Ken Wennerholm och Fredrik Swahn    | 1 800 000 tittare |
| 51              | 8               | 23 december 2003  | Anita Hegerland och Ann-Louise Hanson              | Hanna Hedlund och Lina Hedlund      |                   |

## Säsong 7 (2004)
| Säsong 7 (2004) | Säsong 7 (2004) | Säsong 7 (2004)   | Säsong 7 (2004)                       | Säsong 7 (2004)                     | Säsong 7 (2004) |
| Nr              | Nr              | Datum             | Lag                                   | Lag                                 | Tittare         |
| --------------- | --------------- | ----------------- | ------------------------------------- | ----------------------------------- | --------------- |
| 52              | 1               | 17 september 2004 | Sofia Wistam och Christer Sjögren     | Sussie Eriksson och Lasse Berghagen |                 |
| 53              | 2               | 24 september 2004 | Karl Martindahl och Agneta Sjödin     | Per Fritzell och Åsa Fång           |                 |
| 54              | 3               | 1 oktober 2004    | Wille Crafoord och Tina Ahlin         | Sylvia Vrethammar och Nils Landgren |                 |
| 55              | 4               | 8 oktober 2004    | Harald Treutiger och Sandra Dahlberg  | Towa Carson och Pablo Cepeda        |                 |
| 56              | 5               | 15 oktober 2004   | Kalle Moraeus och Anne-Lie Rydé       | Malena Ernman och Bengan Janson     |                 |
| 57              | 6               | 29 oktober 2004   | Roger Pontare och Anna-Lotta Larsson  | Mi Ridell och Thomas Petersson      |                 |
| 58              | 7               | 5 november 2004   | Christer Lindarw och Niklas Andersson | Niklas Hjulström och Katti Hoflin   |                 |
| 59              | 8               | 12 november 2004  | Jonas Gardell och Nana Hedin          | My Holmsten och Anders Linder       |                 |